# Laagpakket van Kakert
Het Laagpakket van Kakert, ook bekend als de Afzettingen van Kakert, is een afzetting uit de Formatie van Breda in de Boven-Noordzee Groep. Het laagpakket werd marien afgezet in een zee in het midden Mioceen.
Het laagpakket is vernoemd naar Kakert.

## Geschiedenis
Tijdens het midden Mioceen bevond zich hier een warme ondiepe zee waarin een pakket zand werd afgezet.

## Gebied
Het Laagpakket van Kakert is afgezet in Zuid-Limburg en komt aan de oppervlakte in de omgeving van Eygelshoven, Schaesberg, Heerlerheide en Elsloo. Ter hoogte van het Bunderbos komt het zand alleen aan de noordkant van  de Geullebreuk. Als gevolg van verzet van de Heerlerheidebreuk komt ter hoogte van Passart het laagpakket alleen ten noorden van de breuk voor.
Zand uit het laagpakket werd onder andere ontgonnen in de Groeve Spaubeek.

## Afzettingen
Het Laagpakket van Kakert bestaat uit geelgroen onverweerd of grijs- tot geelbruin verweerd zand, met een grootte van zeer tot matig fijn (105-210 µm). Het zand is grotendeels zwak kleihoudend, glauconiethoudend en matig tot sterk siltig. Hoewel het gehalte aan kleimineralen gering is kan de lutumfractie variëren van 6 tot 22%.